# .eng
.eng est un nom de domaine de premier niveau qui est demandé par certains citoyens de l'Angleterre.

## Origine du terme
Le nom anglais de l'Angleterre est England. .eng est constitué des trois premières lettres du mot England.

## Contexte
Le Royaume-Uni est un pays constitué de l'Angleterre, de l'Écosse, du Pays de Galles et de l'Irlande du Nord. Comme tous les pays, le Royaume-Uni possède un domaine de premier niveau national : .uk (dérivé de United Kingdom, le terme anglais pour Royaume-Uni).
Depuis 2014, les Écossais ont leur domaine de premier niveau générique : .scot alors que les Gallois en ont deux : .cymru et .wales.
Les Anglais (habitants de l'Angleterre) sont jaloux de leurs voisins Écossais et Gallois qui ont leurs propres domaines de premier niveau alors qu'eux n'en ont pas, même s'ils constituent le groupe le plus nombreux du Royaume-Uni.
Certains Anglais revendiquent donc un domaine de premier niveau pour l'Angleterre et ils recommandent que ce domaine soit .eng.
Une pétition à cet effet recueille d'ailleurs des signatures à l'appui de cette demande. Le site de la pétition indique de façon erronée que les domaines de premier niveau du Pays de Galles et de l'Écosse sont : .cym et .sco. Il semble que le nationalisme des promoteurs de la pétition soit plus grand que leurs connaissances de l'Internet!